# Lishnia (Demýdivka)
Lishnia (ucraniano: Лі́шня) es un pueblo de Ucrania, constituido administrativamente como una pedanía del asentamiento de tipo urbano de Demýdivka, en el raión de Dubno de la óblast de Rivne.
En 2001, el pueblo tenía una población de 961 habitantes.
Se encuentra en la periferia oriental de Demýdivka, separado de la capital municipal por el río Racha, en la salida de la carretera T1806 que lleva a Rivne.

## Historia
Antes de la formación del actual municipio de Demýdivka en 2016, el pueblo era junto con Dubliany una de las dos pedanías que tenía el asentamiento de tipo urbano de Demýdivka en el raión de Demýdivka.